# District de Chiredzi
Le district de Chiredzi est une subdivision administrative de second ordre de la province de Masvingo au Zimbabwe. Son siège administratif est Chiredzi.
En 2012, la population du district était estimée à 306 207 habitants.